# Italferr
Italferr è un'azienda partecipata al 100% da Ferrovie dello Stato Italiane.

## Storia
Italferr SisTAV, poi Italferr, è un’impresa pubblica in forma di società per azioni partecipata al 100% da Ferrovie dello Stato Italiane e soggetta alla direzione e coordinamento da parte di Rete Ferroviaria Italiana. Al pari delle altre società del gruppo FS, è un organismo di diritto pubblico.  È stata fondata a Roma il 25 ottobre 1984 allo scopo di progettare e coordinare i progetti di costruzione di nuove linee ad alta velocità e di ammodernamento della rete ferroviaria. Tramite questa nuova società si voleva promuovere sui mercati esteri l'ingegneria ferroviaria italiana. Il primo presidente fu l'ingegner Luigi Misiti (già vice presidente dell'Ente Ferrovie dello Stato) e il primo direttore generale fu l'ingegner Giuseppe Vicuna. L'attività della società si è estesa presto in ambito internazionale; la prima commessa è stata vinta nel 1987, in Perù, per la costruzione della metropolitana di Lima.
Italferr è oggi la più grande fra le società di ingegneria italiane operanti sul mercato italiano e internazionale nel campo dell'ingegneria dei trasporti.
Nello sviluppo della rete italiana ad alta velocità, che oggi in Italia si preferisce definire rete ad alta velocità-alta capacità (AV-AC), Italferr è l'ente incaricato della supervisione, del coordinamento della progettazione e della realizzazione delle linee.
In occasione dell'Expo 2015 è stata affidata a Italferr la sorveglianza e il coordinamento sotto il profilo tecnico, giuridico e amministrativo, delle direzioni lavori in essere e di quelle da istituire.

## Dati economici e finanziari
Italferr nel 2023 ha avuto 378,8 milioni di euro di ricavi e un EBIT di 84,5 milioni di euro. Risultato netto 58,8 milioni di euro.

## Progetti Principali
- Viadotto Genova San Giorgio
- Stazione AV di Napoli Afragola
- Stazione AV di Reggio Emilia Mediopadana
- Stazione AV di Torino Porta Susa
- Stazione AV di Roma Tiburtina
- Stazione AV di Firenze Belfiore
- Stazione AV di Bologna Centrale
- Expo 2015
- Ferrovia AV Roma-Napoli
- Ferrovia AV Bologna-Firenze
- Ferrovia AV Milano-Bologna
- Ferrovia AV Torino-Milano
- Ferrovia AV Milano-Verona
- Ferrovia AV Verona-Venezia
- Ferrovia AV Torino-Lione
- Ferrovia Bologna-Verona
- Ferrovia Roma-Ancona
- Ferrovia Palermo-Messina
- Ferrovia Palermo-Catania
- Ferrovia Messina-Catania
- Ferrovia Napoli-Bari
- Ferrovia Adriatica
- Ferrovia Genova-Ventimiglia
- Ferrovia Venezia-Trieste
- Quadruplicamento Ferrovia Verona-Brennero
- Terzo valico dei Giovi (Ferrovia Genova-Tortona)
- Galleria di base del Brennero
- Eurasia Tunnel
- Metropolitana di Doha (Linea Rossa)

## Dati societari
- Ragione sociale: Italferr SpA
- Sede sociale: via V. G. Galati, 71 - 00155 Roma
- Codice Fiscale: 06770620588
- Partita IVA: 01612901007
- Settore: ingegneria dei trasporti

## Vicende giudiziarie
Nel 2013 quella che al momento era la presidente della società Maria Rita Lorenzetti, risultò indagata insieme ad altre trenta persone nell'ambito dell'inchiesta sul passante ferroviario dell'alta velocità a Firenze. Alla fine di settembre dello stesso anno lasciò l'azienda e nel 2014 è stata rinviata a giudizio. Nel 2022 è stata completamente prosciolta dalle accuse a suo carico.

## Riconoscimenti
Nel 2011 la Société Générale de Surveillance ha conferito a Italferr, il Merit Award. Il prestigioso premio è stato ottenuto grazie all'impegno dell'azienda sull'ambiente e sulla sicurezza nei luoghi di lavoro.